# Upang Makmur
Upang Makmur is een bestuurslaag in het regentschap Banyuasin van de provincie Zuid-Sumatra, Indonesië. Upang Makmur telt 1752 inwoners (volkstelling 2010).